# Grup Yorum
Grup Yorum (interpretazione in turco) è un gruppo musicale fondato nel 1985. Ispirati agli Inti-Illimani dei primi anni del 1980, suonano un genere musicale definito Halk Müziği.
Prodotti da Kalan Muzik, famosi in Turchia ed anche all'estero, hanno pubblicato venticinque album tra il 1985 e il 2020 con oltre due milioni di copie vendute e nell'arco di un ventennio si sono esibiti in Germania, Austria, Australia, Francia, Italia, Paesi Bassi, Belgio, Danimarca, Inghilterra e Grecia.
Il Grup Yorum si riconosce nell'area socialista Internazionalista, contraddistinguendosi per i testi socialmente impegnati: a seguito di ciò il gruppo è stato perseguitato dal governo turco, impedendo loro di fare concerti e la vendita dei loro dischi e successivamente incarcerandone i membri con l'accusa di terrorismo.

## Storia
Nel 1985, quattro amici nell'Università di Marmara hanno formato il Grup Yorum, con una formazione variabile: infatti, man mano che i membri del gruppo venivano perseguitati ed arrestati a causa dei testi delle loro canzoni, diversi musicisti si avvicendavano sul palco.
L'ultimo concerto dal vivo del gruppo risale al 2015, prima che fosse loro impedito di suonare dal governo turco. Successivamente numerosi membri del gruppo sono stati incarcerati con l'accusa di terrorismo ed accusati – senza prove ma solo in base a testimonianze estorte con la tortura – di essere collegati anche militarmente al Fronte Rivoluzionario di Liberazione del Popolo, con pene che arrivano sino all'ergastolo, nonostante essi dichiarassero di non essere affiliati a nessuna organizzazione politica.
Nel 2019 alcuni membri del gruppo hanno iniziato uno sciopero della fame per protesta contro la propria detenzione ritenuta illegittima: a seguito di ciò sono morti nel 2020 dopo 288 giorni l'attivista e cantante turca Helin Bölek e Mustafa Kocak, ambedue di 28 anni di età. Il 7 maggio 2020, dopo 323 giorni di sciopero per la stessa causa, è morto anche Ibrahim Gökçek, all'età di 40 anni. Lo sciopero ha coinvolto anche due dei loro avvocati difensori.

## Formazione

### Formazione attuale
- Voce : Selma Altın, Eren Olcay, Sultan Gökçek, Umut Gültekin, Ayfer Rüzgar, Betül Varan, Fırat Kıl, Sena Erkoç
- Bağlama : İhsan Cibelik, Meral Hır, Emel Yeşilırmak
- Chitarra: Muharrem Cengiz, Dilan Ekin, Ekimcan Yıldırım
- Pianoforte: İnan Altın
- Aerofoni: Ali Aracı, Selma Altın, İhsan Cibelik, Bahar Kurt, Dilan Poyraz, Betül Varan, Sena Erkoç
- Basso: Seher Adılgüzel
- Percussioni : İnan Altın, Bergün Varan, Barış Yüksel
- Coro: Emel Yeşilırmak

### Ex componenti
- Voce: Ayşegül Yordam, Efkan Şeşen, Hilmi Yarayıcı, İlkay Akkaya, Fikriye Kılınç, Özcan Şenver, Gülbahar Uluer, Selma Çiçek, Nuray Erdem, Mesut Eröksüz, Beril Güzel, Aylin Şeşen, Taner Tanrıverdi, Özgür Tekin, Öznur Turan, Aynur Dogan, Ezgi Dilan Balcı, Helin Bölek
- Bağlama: Tuncay Akdoğan, Metin Kahraman, İrşad Aydın, Suat Kaya, Ufuk Lüker, Taner Tanrıverdi, Seckin Taygun Aydogan, Cihan Keşkek, Özgür Zafer Gültekin
- Chitarra: Kemal Sahir Gürel, Elif Sumru Göker, Hakan Alak, Serdar Güven, Serdar Keskin, Ufuk Lüker, Vefa Saygın Öğütle, Erkan Sevil, Caner Bozkurt, Mustafa Kocak
- Pianoforte: Kemal Sahir Gürel, Ufuk Lüker, Taci Uslu, Ali Papur
- Aerofoni: Kemal Sahir Gürel
- Basso: Ejder Akdeniz, Hakan Alak, Ufuk Lüker, Ibrahim Gökçek
- Percussioni: Kemal Sahir Gürel, Ejder Akdeniz

Il grassetto indica un membro fondatore del gruppo.

## Discografia
- 1987 - Siyrilip Gelen
- 1988 - Haziranda Ölmek Zor / Berivan
- 1989 - Türkülerle
- 1989 - Cemo / Gün Gelir
- 1990 - Gel ki Şafaklar Tutuşsun
- 1991 - Yürek Çağrısı
- 1992 - Cesaret
- 1993 - Hiç Durmadan
- 1995 - İleri
- 1996 - Geliyoruz
- 1997 - Marşlarımız
- 1998 - Boran Fırtınası
- 1999 - Kucaklaşma
- 2000 - Onbeşinci Yıl Seçmeler
- 2001 - Eylül
- 2001 - Feda
- 2003 - Biz Varz
- 2003 - Yürüyüş
- 2006 - Yıldızlar Kuşandık
- 2008 - Başeğmeden
- 2013 - Halkın Elleri
- 2015 - Ruhi Su
- 2017 - İlle Kavga

## Video
- Grup Yorum – Istanbul Inonu Stadyum Konseri
- Grup Yorum – Bakirköy konseri